# Ooster Tjuchemerpolder
De Ooster Tjuchemerpolder of Zanderpolder is een voormalig waterschap in de provincie Groningen.
Het schap lag ten noorden en zuiden van Tjuchem. De polder was lang (5,5 km) en smal (max. 800 m) en werd begrensd door de Dijksloot en de Munnikesloot. Het noordelijkste puntje raakte de in de gemeente Appingedam gelegen Nijverheidspolder en de zuidgrens lag bij de Oudeweg in Slochteren. 
De Ooster Tjuchumer watermolen zou in 1814 zijn gebouwd, kennelijk op de plek van een voorganger uit 1806. De molen loosde zijn water op de Burgwatering, waar het via de (Wester) Tjuchumer watermolen of Westermolen uit 1803 in het Schildmeer terecht kwam.
Het kadaster van 1832 spreekt over de volmachten van de Zanner watermolen; deze naam was ontleend aan de buurtschap De Zanden. Een deel van deze molenpolder werd al in 1807 afgesplitst als Osseweiderpolder. De molen is in 1930 gesloopt.
Het Afwateringskanaal van Duurswold werd rond 1870 dwars door de Ooster Tjuchumerpolder gegraven, die daardoor in tweeën gedeeld werd. Beide delen waren sindsdien verbonden door een grondpomp (onderleider). De molen stond aan de noordzijde van het Afwateringskanaal. De situering ten opzichte van het Afwateringskanaal was de aanleiding om het waterschap in 1931 te splitsen in een noordelijk deel, dat aan de Steendammerpolder werd toegevoegd, en een zuidelijk deel dat bij de Osseweiderpolder kwam.
Waterstaatkundig gezien ligt het gebied sinds 2000 binnen dat van het waterschap Hunze en Aa's.